# Cielo de Salamanca

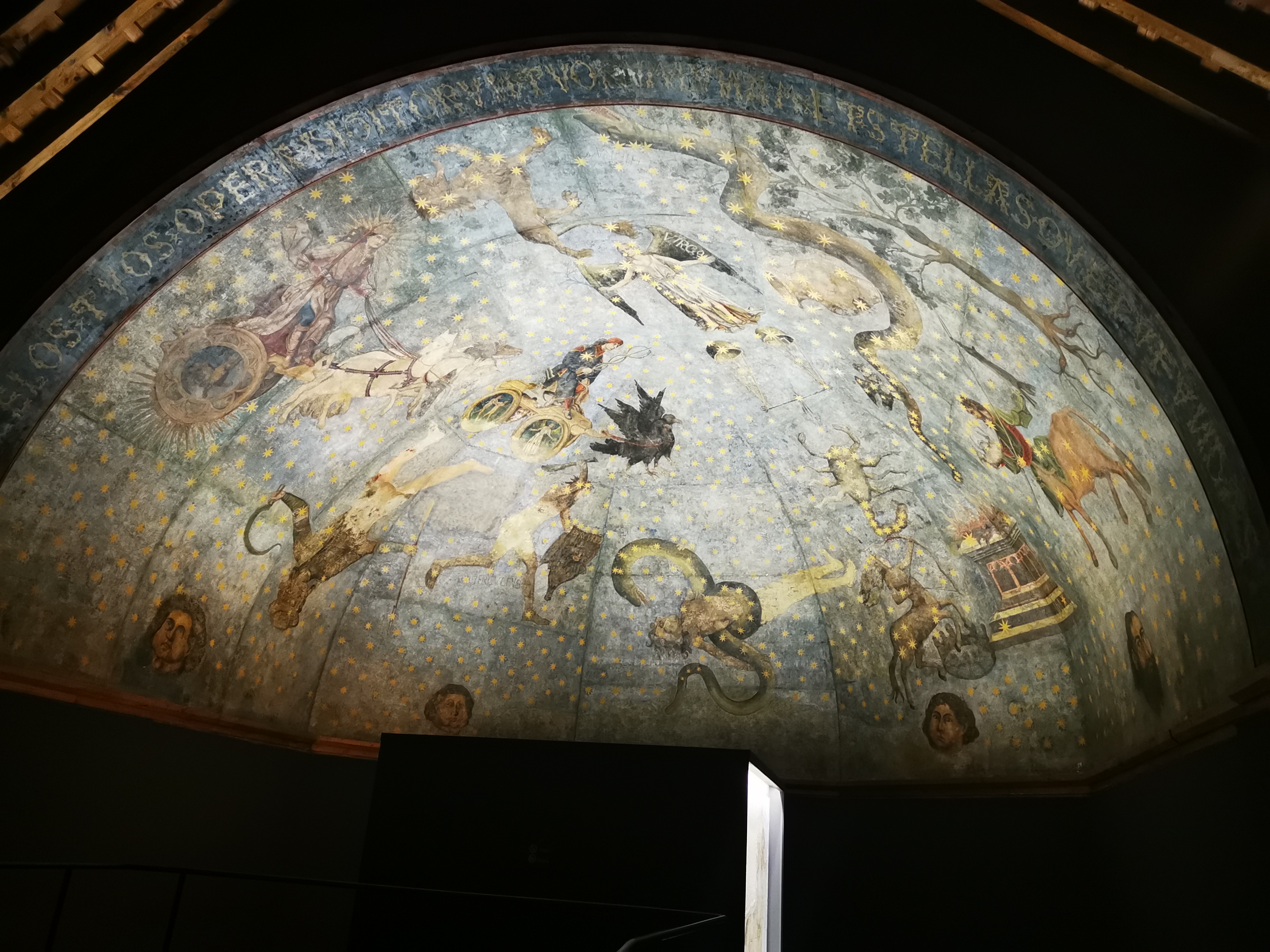
El Cielo de Salamanca en su ubicación actual en las Escuelas Menores.

El Cielo de Salamancaes una pintura mural atribuida a Fernando Gallego que se corresponde con la tercera parte de la decoración de la bóveda de la antigua Biblioteca de las Escuelas Mayores de la Universidad de Salamanca. La pintura es una representación astrológica (signos, constelaciones, el Sol y Mercurio)  de parte de la bóveda celeste, siguiendo la iconografía del Poeticon Astronomicon.
La bóveda original se pintó en la década de 1480. Entorno 1750 resultó destruida parcialmente. La parte conservada, un tercio de la original,  quedó oculta en una cámara de aproximadamente 4 metros en la actual capilla de San Jerónimo.  En 1901 la pintura fue redescubierta y en 1952 traspasada a lienzo y trasladadas a su lugar actual en un recinto en el Patio de Escuelas Menores donde pueden ser contempladas.
En 1951 el profesor  Rafael Láinez Alcalá  le puso el nombre con el que ahora se le conoce "El Cielo de Salamanca". Quizás este nombre ha inducido la creencia popular de que lo representado es el cielo visto desde Salamanca en alguna determinada fecha, lo que no es posible pues incluye constelaciones no visibles desde Salamanca. 
Por los comentarios que se tienen de quienes visitaron la bóveda original poco después de su realización en esta estaban dibujadas las 48 "imágenes"  del Almagesto de Ptolomeo, el Sol, la Luna y los cinco planetas visibles. Es probable que los planetas, el Sol y la Luna estuviesen representados en alguno de sus domicilios astrológicos aunque no se puede asegurar pues no se dispone información detallada de cómo era la original.
El logotipo de Salamanca 2002 Ciudad Europea de Cultura (y actualmente logo de la Fundación Municipal Salamanca Ciudad de Cultura) está inspirado en esta pintura.

## Historia
Coincidiendo con un periodo de esplendor de la Universidad de Salamanca entre 1473 y 1479 se construyó una nueva biblioteca sobre la antigua capilla de la facultad, dedicada a San Jerónimo. La obra consistía en una sala de una única crujía coronada por una cubierta rematada en una bóveda de cañón sustentada y dividida en tres tramos por dos arcos fajones. A sus extremos lucía bóvedas ochavadas. Fue decorada por Fernando Gallego comenzando en 1483 y prolongándolas durante tres años.
En 1503 se iniciaron una serie de reformas que afectaron a ambas estancias del edificio, comenzando por la capilla. La estancia religiosa acogió un nuevo retablo de mayores dimensiones que derivó en el derribo de parte del techo de la estancia. En 1506 se reubicó la librería. El Cielo de Salamanca pasó a coronar una ampliada capilla. Estas modificaciones alteraron la integridad de la pintura, que ya estaba afectada por el ataque de la humedad. Se realizó una mala restauración por parte de Juan de Yprés.
A partir de 1761, la capilla de la facultad sufrió una reforma integral con la idea de adaptarse a los nuevos gustos de la época. Finalmente, se decidió cubrir con un falso techo que, cuatro metros por debajo, quedando oculta la pintura.
En 1901 fueron redescubiertas por el profesor García Boiza. Se apreció el derrumbe de las dos terceras partes de la bóveda durante algún momento de su abandono. En 1951 y 1952 se acometió un proceso de restauración, retiradas de la bóveda original, traspasado a lienzo y traslado a su nuevo emplazamiento para que quedasen expuestas, con ocasión de la celebración del VII Centenario de la elevación del Estudio Salmantino al rango de Universidad (1953/54), en su lugar actual (Museo Universitario en las Escuelas Menores) para su contemplación. El término "El Cielo de Salamanca" es reciente (1951), lo designó así Rafael Láinez Alcalá, catedrático de Historia del Arte de la Universidad de Salamanca
El proceso de recuperación y traslado fue encargado a los hermanos Gudiol. De la bóveda original obtuvieron las sinopias que trasladaron a Barcelona, no todas volvieron a Salamanca, realmente no se sabe cuál fue el número original. Parte de ellas han aparecido entre coleccionistas privados de Barcelona. La Brigada de la Guardia Civil en Delitos contra el Patrimonio Histórico recuperó las de Leo y Centauro, y las entregó a la Universidad de Salamanca el 15 de mayo de 2009.

## Descripción
Se trata una pintura mural en una bóveda de tres cuerpos pintada por Fernando Gallego siguiendo la iconografía del Poeticon Astronomicon.
La bóveda original debía contener:
• Los siete planetas.
• Los signos zodiacales.
• Las treinta y seis constelaciones ptolemaicas.
• Los vientos.
En el tercio que se conserva contiene: i) Cuatro cabezas que representan los vientos, ii) Cinco signos del zodiaco: Leo, Virgo, Libra, Escorpio y Sagitario, iii) Las constelaciones Australes: Hidra, Cráter, Corvus, Centauro, Ara y Corona Austral, iv) Las constelaciones boreales de Boyero, Hércules y Serpentario. Además, se incluyen dos planetas ptolemaicos: El Sol, debajo Leo, sobre una cuadriga tirada por caballos y el planeta Mercurio, debajo de Virgo, representado por el dios romano sobre un carro tirado por dos águilas. También aparece junto a Hidra un árbol, un elemento decorativo.

## Interpretación

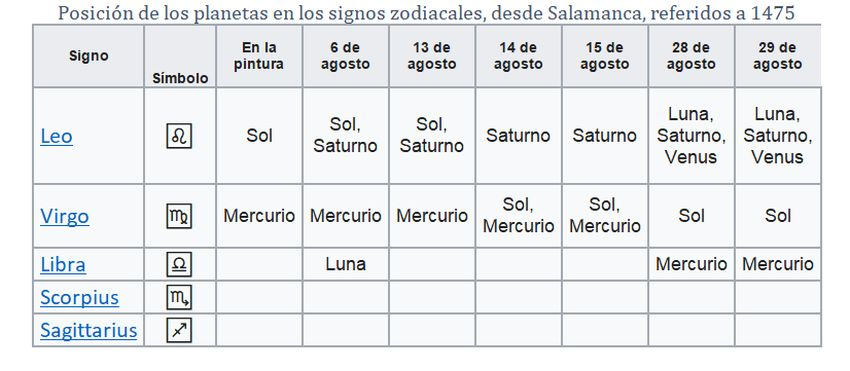
Disposición de los planetas visibles (y el Sol y la Luna) en los signos zodiacales: En El Cielo de Salamanca (columna 3) y en varias fechas de agosto de 1475, en las que se dice que la disposicion de los planetas coincide con lo representado en El Cielo de Salamanca (como se ve no así).

El contenido de la bóveda no sólo se limitaba a un apartado estético. Estamos ante una representación simbólica de los cielos orientada a la enseñanza de la Astrología, probablemente impulsada por la Cátedra de Astrología  que hacia pocos años (c. 1460) acabada de constituirse en la Universidad de Salamanca y servía de apoyo a la cátedra de Medicina para lo que se necesitaban elaborar cartas astrológicas, algunos catedráticos ejercieron como médicos. Lo representado encajaría en el catálogo de Ptolomeo contenido en su Almagesto. Por tanto, no es el cielo visible desde Salamanca pues aparecen constelaciones del hemisferio sur, como Centauro, que no eran visible desde Salamanca en el s XV. No se trata de un planisferio, pues la disposición de los astro no mantiene las proporciones ni las escalas como en los planisferios (se inventarían en el siglo XVII). Por ej.: Sol debería estar por encima de Leo (en los pies y no en la cabeza) y debajo de la cabeza de Hidra, lo mismo se puede decir para Mercurio que debería estar encima de Virgo y debajo de Corvus.  

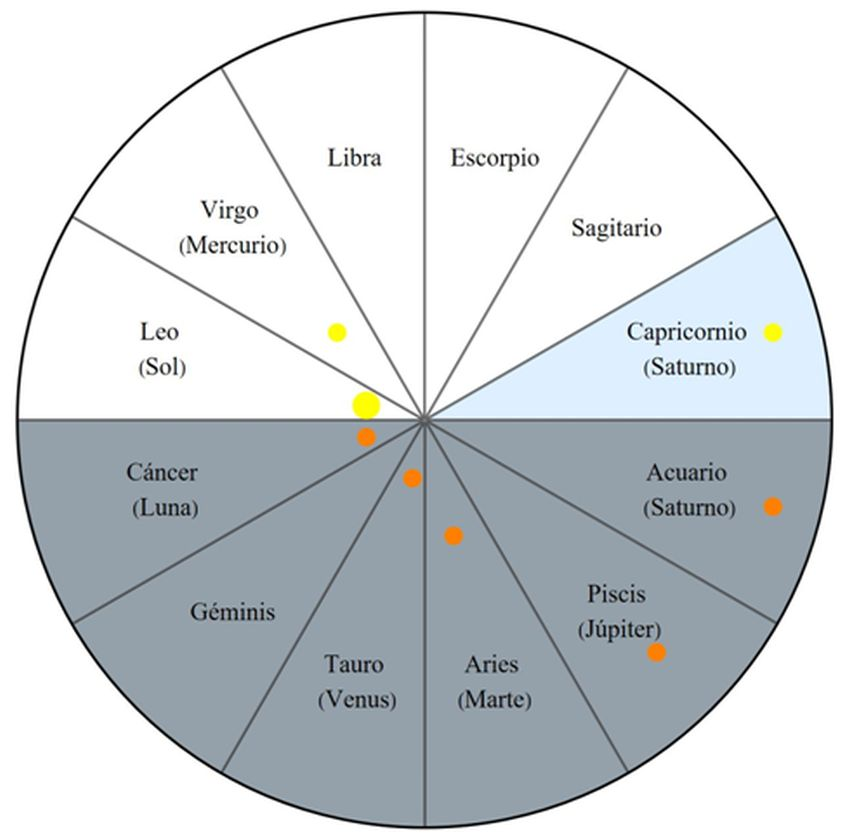
En fondo blanco disposición de signos y planetas en la parte que se conserva de El Cielo de Salamanca. El fondo coloreado representa la posible situación de los planetas (Sol y Luna incluidos) en la parte no conservada. El semicírculo superior corresponde a las casas diurnas y el inferior a las nocturnas según el Tetrabiblos que encaja con la pintura.

En la elaboración de las cartas astrológicas tiene un aspecto fundamental al posición de los planetas en los signos zodiacales. Su interpretación se hacía de acuerdo al Tetrabiblos de Ptolomeo que hace referencia a la naturaleza que guarda un planeta en relación con un determinado signo zodiacal: y su posición respecto al mismo "El Sol se dirige a su casa diurna Leo, al que se ha efigiado en la rueda del carro, [...] Mercurio, al ser el planeta mas cercano al Sol,..., camino de su morada nocturna, que es Virgo [en una rueda del carro está Virgo y en la otra Géminis, sus casas]". En el caso de los otros planetas, incluida la Luna, disponen de casa en la parte no conservada. Hay varios hechos que apoyan esa hipótesis, como que el catedrático de astrología en la Universidad Diego de Torres cuando se realiza la pintura utilizaba enseñaba el Tetrabiblos que también se utilizaba en el programa de Medicina. Además, en las inscripciones recogidas en 1759 por González de Dios en la bóveda original aparece explícitamente citado el Tetrabiblos.
Desde su recuperación parcial e instalación en el nuevo emplazamiento algunos investigadores (ej.: Ernst Zinner 1960, Noehles-Doerk 1992, A. Hernández 2021) han especulado con la idea de que representase el cielo real (realmente la bóveda celeste) en una fecha concreta pero se ha demostrado que no son coherentes con los enseñanzas de la época (s. XV)  y normalmente se comete el error utilizar constelación y signo zodiacal como sinónimos. 
Del 6 de agosto al 11 de septiembre de 2022 se celebró la exposición "El retorno del Cielo de Salamanca .